# فروغ‌دهان‌ها
دهان‌فروغ (نام علمی: Photostomias) نام یک سرده از تیره لق‌دهانان است.